# Polycarpon tetraphyllum
Espèce
Polycarpon tetraphyllum, le Polycarpe à quatre feuilles, est une espèce de plantes herbacées de la famille des Caryophyllaceae, originaire principalement du pourtour méditerranéen. Cette petite plante de 5 à 20 cm de haut se reconnait à ses stipules scarieuses et ses 5 sépales fortement carénés sur le dos, avec des marges scarieuses. 
Elle s’est installée dans les villes du Nord où elle trouve des conditions climatiques proches de celles du Sud.
Elle apprécie les endroits sableux-rocailleux.

## Nomenclature et étymologie
L’espèce a d’abord été décrite et nommée Mollugo tetraphylla par Carl Linné en 1753 dans Species Plantarum 1: 89.
Six ans plus tard, Linné la place dans le genre Polycarpon (Systema Naturae, Editio Decima 2: 881. 1759) et la renomme donc Polycarpon tetraphyllum.
Le nom de genre Polycarpon est un phytonyme latin signifiant « à nombreux fruits », en référence à une fructification abondante ; il est construit à partir de deux étymons grecs, πολύ poly « plusieurs » et καρπος karpos' « fruit ».
L’épithète spécifique tetraphyllum est un adjectif de latin botanique construit à partir des deux étymons grecs τετρα tetra « quatre » et  φύλλον phúllon « feuille », en raison des feuilles habituellement disposées par deux paires à chaque nœud.

## Synonymes
Selon POWO, les synonymes sont
- Holosteum tetraphyllum (L.) Thunb., Prodr. Pl. Cap.: 24 (1794)
- Polycarpaea tetraphylla (L.) E.H.L.Krause, J.Sturm, Deutschl. Fl. Bild., éd. 2, 5: 23 (1901)
- Mollugo tetraphylla L., Sp. Pl.: 89 (1753)

## Sous-espèces
Selon Flora Gallica (2014), le complexe P. tetraphyllum souffre d’un manque de repère. Les populations littorales de France continentale et de Corse, comprennent deux types de plantes :
- les unes fréquentes, non charnues, interprétables comme des écotypes littoraux de la subsp. tetraphyllum. [Incl. subsp. diphyllum]
- les autres rares, subcharnues, interprétables comme des morphes introgressées de la subsp. alsinifollium. Les populations extrêmes de cette dernière, encore plus charnues, à grosses graines blanchâtres souvent lisses, sont strictement sud méditerranéennes.

Pour POWO, 4 infraspécifiques sont valides :
- Polycarpon tetraphyllum subsp. diphyllum (Cav.) O.Bolòs & Font Quer
- Polycarpon tetraphyllum subsp. dunense (P.Fraga & Rosselló) Iamonico
- Polycarpon tetraphyllum subsp. sauvagei (Mathez) Iamonico
- Polycarpon tetraphyllum subsp. tetraphyllum.

## Description

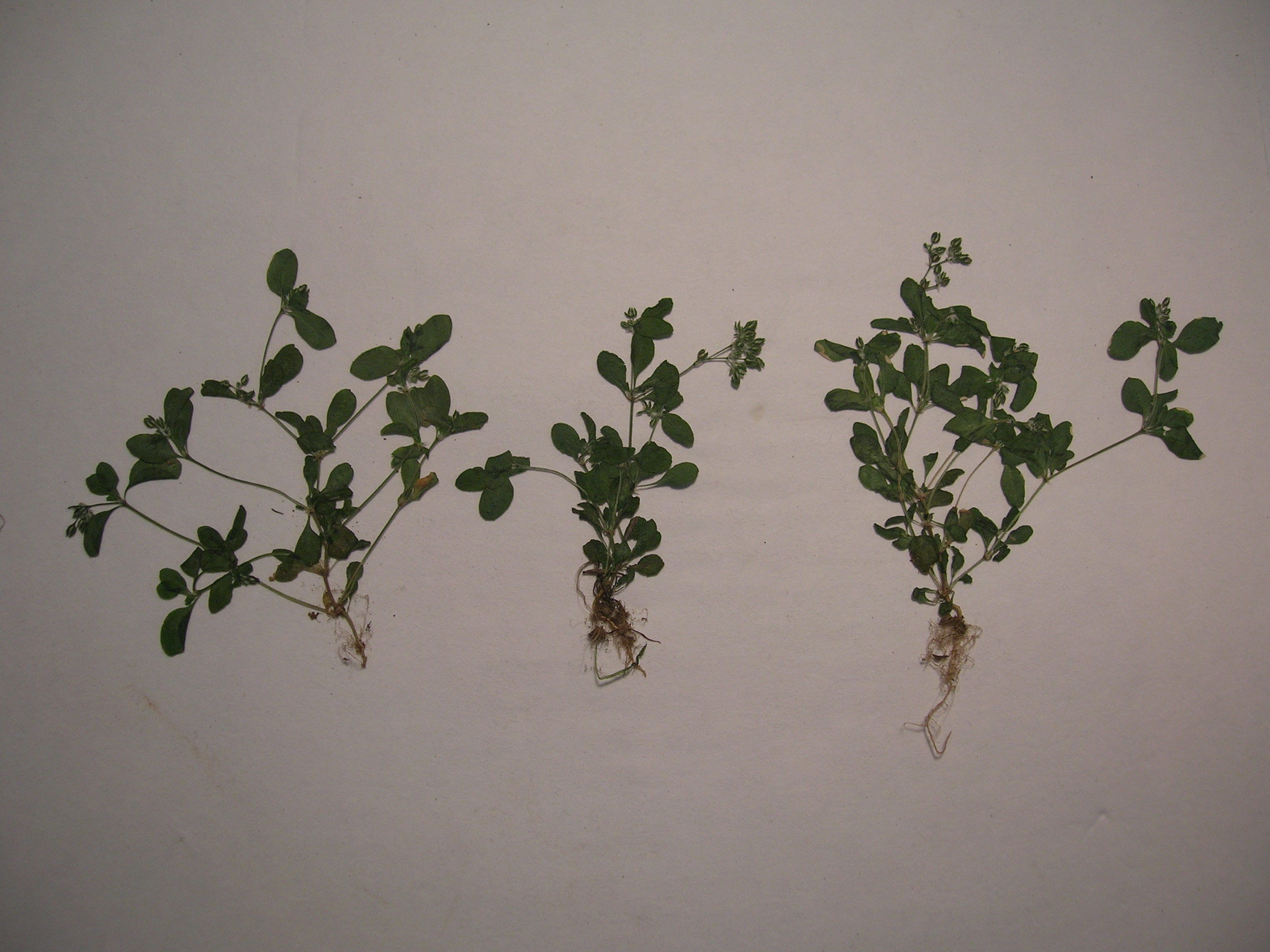
Polycarpon tetraphyllum (Hawaaii)

Polycarpon tetraphyllum est une petite plante herbacée, annuelle ou parfois bisannuelle, verte, à rameaux très grêles et souvent très ramifiés. Elle fait de 5 à 20 cm de haut.
Les stipules et bractées sont plus ou moins visibles, argentées. La corolle est généralement deux fois plus petite que le calice ou est nulle. Les fleurs ont 5 sépales à marges scarieuses, plus longs que les 5 pétales, 3 étamines pétaloïdes blanches. 

### Sous-espècetetraphyllum
Les feuilles de la subsp. tetraphyllum sont non charnues, ovales-oblongues ; en position médiane, elles sont souvent disposées par 4 aux nœuds, ailleurs par paires opposées. Hauteur : 2 à 20 cm.
Les inflorescences à entrenœuds inférieurs à 5 mm, sauf sur les plantes rabougries. Les nombreuses fleurs possèdent des sépales ovales mucronés, des pétales blancs, émarginés, 3 étamines.
Les fruits sont des capsules globuleuses, avec des graines brun-rouge à brun foncé.
La plante est rarement teintée de pourpre à la base.
La floraison a lieu de mars à juin

### Sous-espècealsinifolium
Les feuilles de la subsp. alsinifolium sont un peu charnues, les médianes par paires opposées. Hauteur : 5 à 10 cm.
Les inflorescences à entrenœuds inférieurs à 5 mm.
Les graines sont d’un brun plus ou moins clair.
La plante est généralement teintée de pourpre à la base.

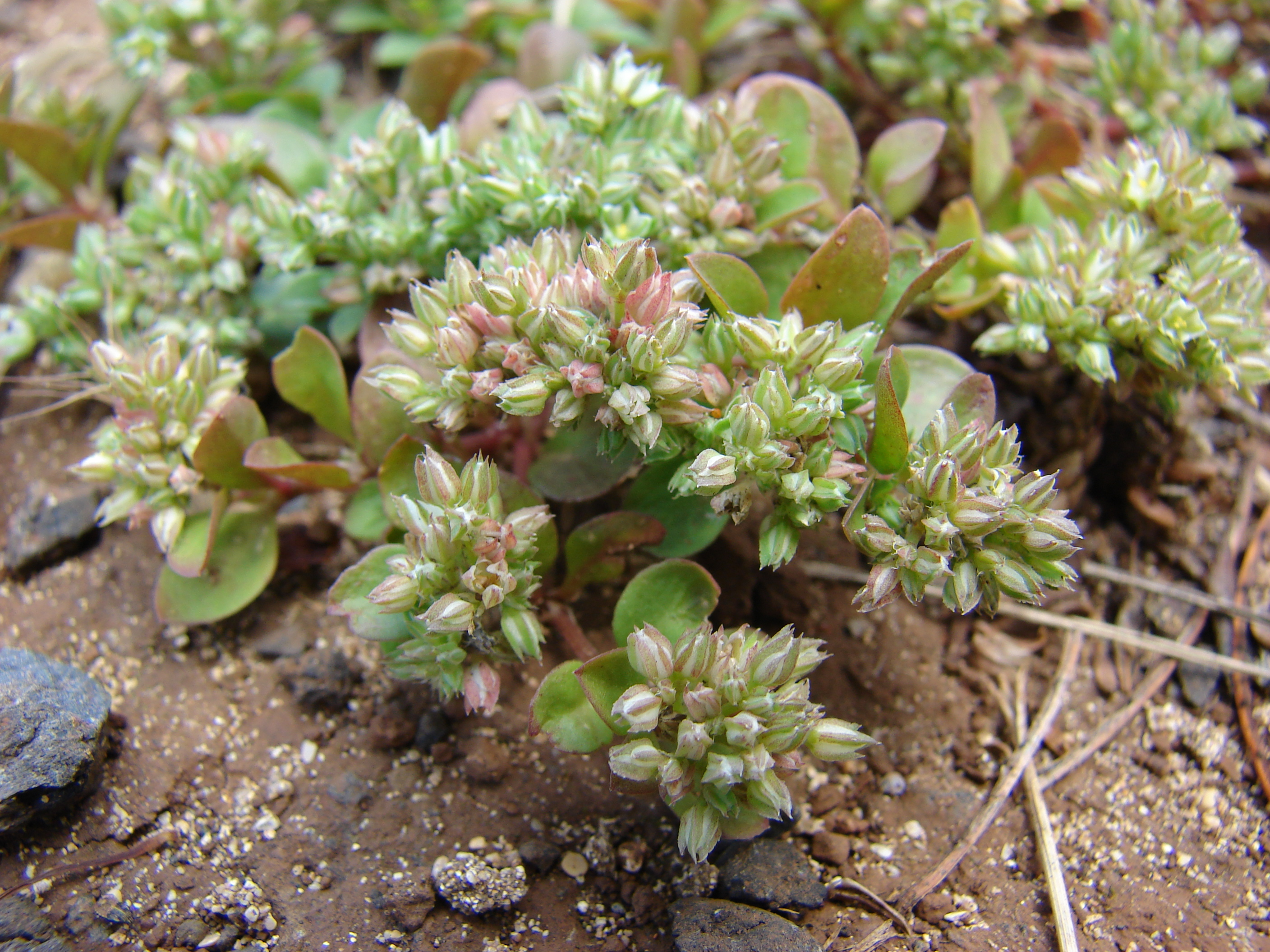
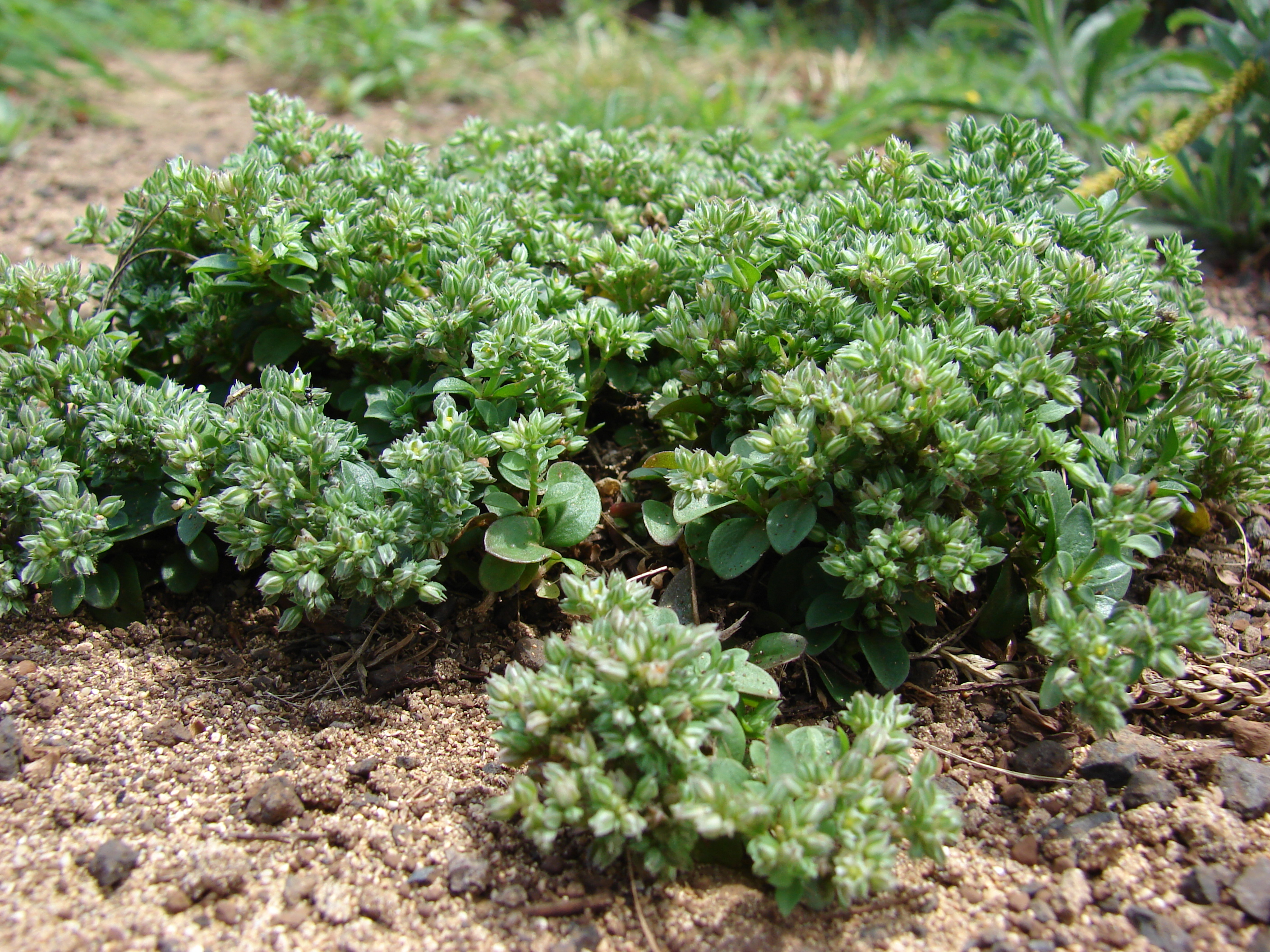
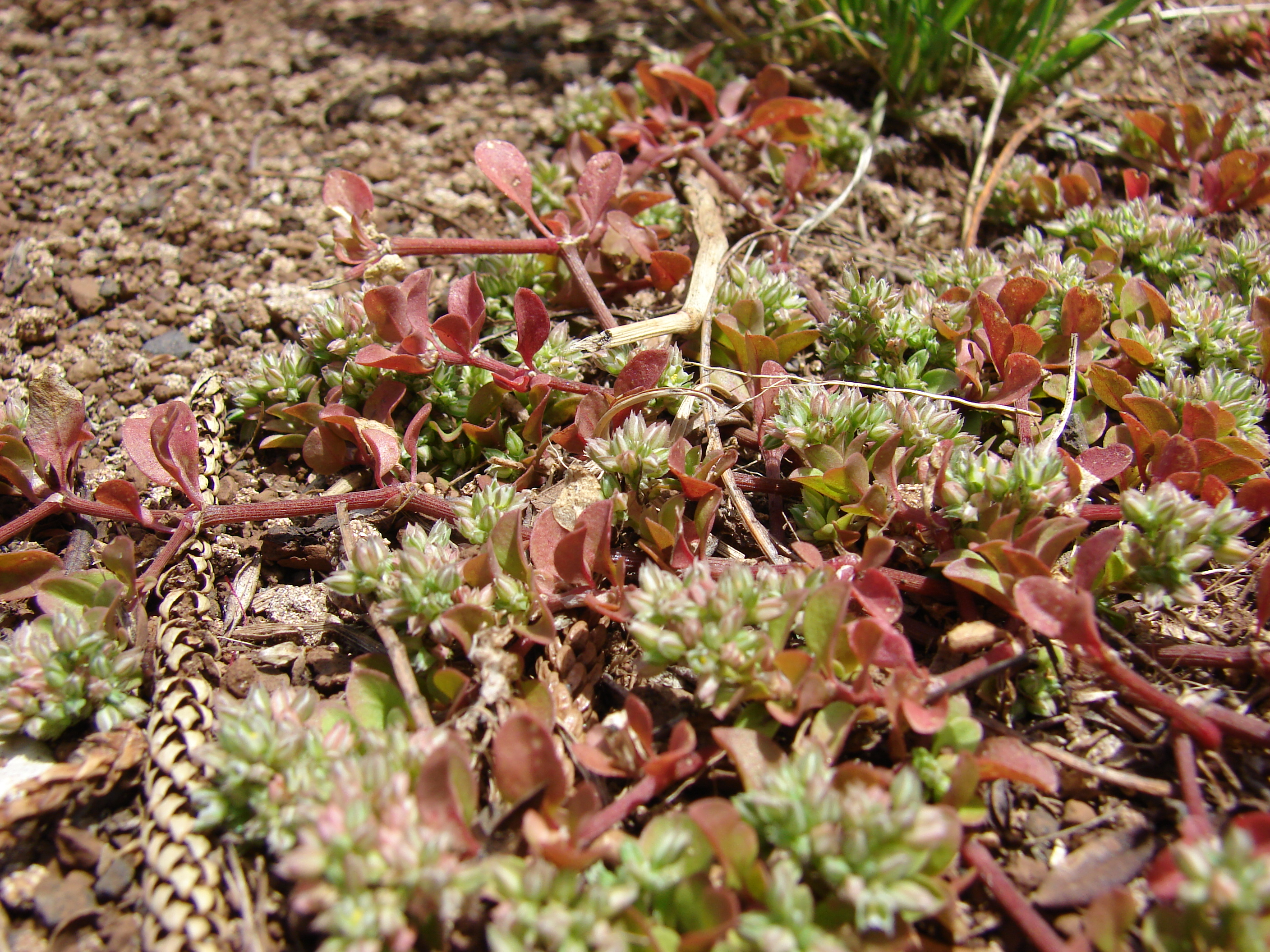

La floraison a lieu de mars à mai.

## Distribution et habitat
Polycarpon tetraphyllum est originaire de tous les pays du pourtour méditerranéen, plus l’Angleterre, l‘Allemagne, la Transcaucasie, l’Irak, l’Iran, la péninsule arabique, l’Inde, l’Éthiopie, le Soudan, la Somalie.
La plante a été introduite dans une partie de l’Amérique du Nord et du Sud, ainsi qu’en Afrique du Sud.
L’espèce croît sur les bords de route, entre les pavés, aux pieds des murs, dans les terrains vagues et les cultures. Elle apprécie les endroits sablo-rocailleux. Même si elle très rare en région parisienne, elle est de plus en plus présente dans les villes où on la trouve spécifiquement au pied des murs.
Pour Flora Gallica, en France, la subsp. tetraphyllum croît dans l’Ouest, le Nord-Ouest, le Midi et la Corse.
La subsp. alsinifolium se trouve sur le littoral de la Corse assez rarement, dans les pelouses ouvertes sur sables maritimes.